# Alfei Jürgenson
Alfei Jürgenson (né le 8 avril 1904 à Tallinn et mort le 22 août 1947) est un joueur de football international estonien, qui évoluait au poste de milieu de terrain.

## Biographie

### Carrière en club
Alfei Jürgenson joue en faveur du Tallinna JK entre 1924 et 1930. Il remporte avec cette équipe deux titres de champion d'Estonie.

### Carrière en sélection
Alfei Jürgenson reçoit quatre sélections en équipe d'Estonie, sans inscrire de but, entre 1924 et 1930.
Il joue son premier match en équipe nationale le 3 juin 1924, en amical contre l'Irlande (défaite 1-3 à Colombes). Il reçoit sa dernière sélection le 27 juin 1930, en amical contre la Lettonie (match nul 1-1 à Tallinn).
Il participe avec l'équipe d'Estonie aux Jeux olympiques de 1924. Lors du tournoi olympique organisé à Paris, il ne joue aucun match.

## Palmarès
TJK
- Championnat d'Estonie (2) :
  - Champion : 1926 et 1928.
  - Vice-champion : 1927 et 1929.